# Луцій Антістій Вет (консул 55 року)
Лу́цій Анті́стій Вет (лат. Lucius Antistius Vetus; ? — 65) — політичний і державний діяч Римської імперії, консул 55 року.

## Життєпис
Походив з роду нобілів Антістіїв. Син Гая Антістія Вета, консула 23 року, та Сульпіції Камеріни. Про молоді роки мало відомостей.
У 55 році його було обрано консулом разом з Нероном. У 56 році став імператорським легатом у провінції Верхня Германія. Протягом 64-65 років як проконсул керував провінцією Азія. Після цього потрапив під підозру імператора Нерона й був повернутий до Риму. У 65 році Луція Антістія було притягнуто до суду за доносом вільновідпущеника Фортуната. Не чекаючи на присуд, Луцій Антістій наклав на себе руки.

## Родина
Дружина — Секстія
Діти:
- донька Антістія Політа